# توزلوکوشوو
توزلوکوشوو (انگلیسی: Tuzlukushevo) یک شهرک در شهرستان چکماگوشفسکی استان باشقیرستان کشور روسیه است.